# Миле Јединак
Мајкл Џон Јединак (енгл. Michael John Jedinak; 3. август 1984) бивши је аустралијски фудбалер хрватског порекла.

## Каријера
Фудбалску каријеру је започео у Аустралији у Сиднеј јунајтеду 2000. године. У лето 2003. године одлази у Хрватску у Вартекс из Вараждина, за који је играо у квалификацијама за Куп Уефа 2003. године, али се вратио 2004. године у Сиднеј јунајтед.
До 2009. године играо је у Аустралији. Потом је отишао у турски Генчлербирлиги па у енглески Кристал палас. Од 2016. игра за Астон Вилу у енглеској другој лиги Чемпионшип.

## Репрезентација
За сениорску репрезентацију Аустралије је дебитовао 2008. године. Постигао је хет-трик против Хондураса у другој утакмици интерконтиненталних квалификација, чиме је осигурао наступ Аустралије на Светском првенству 2018. у Русији.
На Светском првенству 2018. године, Јединак је постигао гол из пенала у првом колу против Француске, али је Аустралија изгубила са 2:1.

## Трофеји

### Аустралија
- АФК азијски куп 2015. 1. место